# Tokudaia tokunoshimensis
Chuột gai Tokunoshima (Danh pháp khoa học: Tokudaia tokunoshimensis) là một loài gặm nhấm thuộc họ Muridae chỉ tìm thấy trên đảo Tokunoshima ở Nhật Bản. Do môi trường sống hạn hẹp của mình, nó được coi là có nguy cơ tuyệt chủng. Chúng thường được tìm thấy trong các khu rừng của hòn đảo này. Các karyotype có một số lưỡng bội lẻ, 2n = 45. Giống như Tokudaia osimensis, loài tương đối của nó, nó là một trong số ít các động vật có vú mà thiếu một nhiễm sắc thể Y và gen SRY.